# Crotalus catalinensis
Il serpente a sonagli (Crotalus catalinensis) è una specie di serpente velenosa endemica di Isla Santa Catalina, Messico. Attualmente non sono state riconosciute sottospecie. È una specie di dimensioni relativamente piccole e sottili, è facile riconoscerlo dato che gli manca il sonaglio.

## Descrizione
Questa specie di serpente è relativamente snella e arriva fino a un massimo di 73,1 cm di lunghezza. Nonostante sia un serpente a sonagli non ha alcun sonaglio. Esistono due varianti di colore. La variante predominante ha un colore crema, con bruno rossastro e striature bianche e nere intorno alla coda. L'altra variante ha un colore molto chiaro, grigio cenere.
Questa specie si nutre soprattutto di uccelli.

## Distribuzione geografica
Si trova solo in Messico occidentale su Isla Santa Catalina nel Golfo di California al largo della Quintana meridionale.

## Habitat
Questo serpente spesso si trova sul lato occidentale dell'isola.

## Stato di conservazione
Questa specie è classificata come in pericolo critico (CR). I migliori dati disponibili indicano che questa specie è di fronte a un rischio estremamente elevato di estinzione in natura perché il suo areale geografico è stimato a meno di 100 km². L'anno in cui è stato valutato è il 2007.
È minacciato da specie estranee predatrici, come i gatti selvatici. È la specie di vipera a più alto rischio d'estinzione.

## Comportamento
Mentre la maggior parte dei membri di questo genere sono quasi interamente terrestri le piccole dimensioni di questa specie lo rendono uno scalatore rapido e abile.

## Tassonomia
Klauber (1972) suggerisce che questa specie è strettamente correlata al Crotalus scutulatus. Tuttavia, un successivo studio da parte di Murphy e Crabtree sono arrivati a concludere che è più affine al Crotalus ruber. La maggior parte dei dati morfologici, biogeografici e biochimici suggerisce lo stesso.